# Vazio Coração
Vazio Coração é um filme brasileiro do gênero drama, dirigido por Alberto Araújo;
Filmado nas cidades de Araxá e Patrocínio, Minas Gerais, a partir do segundo semestre de 2011, o filme foi lançado no primeiro semestre de 2013.

## Sinopse
Vazio Coração é um drama psicológico sobre a vida do protagonista Hugo Kari, interpretado por Murilo Rosa, para reconquistar a confiança de seu pai, o Embaixador Mário Menezes interpretado pelo ator Othon Bastos, que não aceita a escolha profissional do filho cantor.

## Elenco
- Othon Bastos....Embaixador Mário Menezes
- Murilo Rosa....Hugo Kari
- Lima Duarte....Jorge Gusmão
- Bete Mendes....Luíza Alves
- Patrícia Naves....Carolina Menezes
- Oscar Magrini....Júlio Avelar
- Larissa Maciel....Mariana Menezes